# 1999-es Intertotó-kupa
Az 1999-es Intertotó-kupa győztesei: a Montpellier, a Juventus és a West Ham United csapatai voltak, aminek eredményeként indulhattak az UEFA-kupa 1999–2000-es selejtezőiben.

## Első forduló
| 1. csapat              | Össz.       | 2. csapat        | 1. mérk. | 2. mérk. |
| ---------------------- | ----------- | ---------------- | -------- | -------- |
| Vålerenga              | 1–2         | Ventspils        | 1–0      | 0–2      |
| Szpartak Varna         | 1–8         | Sint-Truiden     | 1–2      | 0–6      |
| Polonia Warszawa       | 4–0         | Tiligul Tiraspol | 4–0      | 0–0      |
| Pobeda                 | (b.u.)4–4   | Trencin          | 3–1      | 1–3      |
| Rudar Velenje          | (i.r.g.)2–2 | Halmstads        | 0–0      | 2–2      |
| Herfølge               | 0–4         | MŠK Žilina       | 0–2      | 0–2      |
| Bacău                  | 0–2         | Ararat Jerevan   | 0–1      | 0–1      |
| Lokomotiv-96 Vicebszk  | 3–4         | Varteks          | 1–2      | 2–2      |
| Union Luxembourg       | 1–7         | Vasas            | 1–3      | 0–4      |
| Shelbourne             | 0–2         | Neuchâtel Xamax  | 0–0      | 0–2      |
| Ceahlăul Piatra Neamţ  | 2–0         | Ekranas          | 1–0      | 1–0      |
| Hradec Králové         | 1–1(b.u.)   | Homel            | 1–0      | 0–1      |
| Hrvatski Dragovoljac   | 1–2         | Newry Town       | 1–0      | 0–2      |
| Makkabi Haifa          | 2–2(i.r.g.) | Qarabağ          | 1–2      | 1–0      |
| Cementarnica 55 Skopje | 8–2         | Kolheti Poti     | 4–2      | 4–0      |
| Korotan Prevalje       | 0–6         | Basel            | 0–0      | 0–6      |
| Jedinstvo Bihać        | 3–1         | GÍ Gøta          | 3–0      | 0–1      |
| Aberystwyth Town       | 3–4         | Floriana         | 2–2      | 1–2      |
| ÍA Akranes             | 6–3         | Teuta            | 5–1      | 1–2      |
| Jokerit Helsinki       | 7–1         | Narva Trans      | 3–0      | 4–1      |

## Második forduló
| 1. csapat                   | Össz.     | 2. csapat           | 1. mérk. | 2. mérk. |
| --------------------------- | --------- | ------------------- | -------- | -------- |
| Perugia                     | 1–0       | Pobeda              | 1–0      | 0–0      |
| MSV Duisburg                | 2–1       | Newry Town          | 2–0      | 0–1      |
| FC Basel                    | 4–2       | Brno                | 0–0      | 4–2      |
| Cementarnica 55 Skopje      | 2–3       | Rosztszelmas        | 1–1      | 1–2      |
| SK Brann                    | 3–3(b.u.) | Varteks             | 3–0      | 0–3      |
| Rudar Velenje               | 2–4       | SC Austria Lustenau | 1–2      | 1–2      |
| KSC Lokeren Oost-Vlaanderen | 6–2       | ÍA Akranes          | 3–1      | 3–1      |
| Žilina                      | 2–4       | Metz                | 2–1      | 0–3      |
| København                   | 1–4       | Polonia Warszawa    | 0–3      | 1–1      |
| Hammarby IF                 | 6–2       | Homel               | 4–0      | 2–2      |
| Ventspils                   | 1–3       | Kocaelispor         | 1–1      | 0–2      |
| Qarabağ                     | 0–9       | Montpellier         | 0–3      | 0–6      |
| Ararat Jerevan              | 1–5       | Sint-Truiden        | 0–2      | 1–3      |
| Neuchâtel Xamax             | 0–3       | Vasas SC            | 0–2      | 0–1      |
| Jokerit Helsinki            | 3–2       | Floriana            | 2–1      | 1–1      |
| Ceahlăul Piatra Neamţ       | 5–2       | NK Jedinstvo Bihać  | 2–1      | 3–1      |

## Harmadik forduló
| 1. csapat             | Össz.       | 2. csapat    | 1. mérk. | 2. mérk. |
| --------------------- | ----------- | ------------ | -------- | -------- |
| Espanyol              | 1–4         | Montpellier  | 0–2      | 1–2      |
| Ceahlăul Piatra Neamț | 1–1(i.r.g.) | Juventus     | 1–1      | 0–0      |
| Trabzonspor           | 4–2         | Perugia      | 1–2      | 3–0(f)   |
| Heerenveen            | 4–0         | Hammarby     | 2–0      | 2–0      |
| West Ham United       | 2–1         | Jokerit      | 1–0      | 1–1      |
| Austria Lustenau      | 2–2(i.r.g.) | Rennes       | 2–1      | 0–1      |
| Hamburger SV          | (i.r.g.)3–3 | Basel        | 0–1      | 3–2      |
| Sint-Truiden          | 2–3         | Austria Wien | 0–2      | 2–1      |
| Varteks               | 2–2(i.r.g.) | Rosztszelmas | 1–2      | 1–0      |
| Kocaelispor           | 0–3         | Duisburg     | 0–3      | 0–0      |
| Lokeren               | 2–2(i.r.g.) | Metz         | 1–2      | 1–0      |
| Polonia Warszawa      | 4–1         | Vasas        | 2–0      | 2–1      |

## Elődöntők
| 1. csapat       | Össz. | 2. csapat        | 1. mérk. | 2. mérk. |
| --------------- | ----- | ---------------- | -------- | -------- |
| MSV Duisburg    | 1–4   | Montpellier      | 1–1      | 0–3      |
| Trabzonspor     | 3–6   | Hamburger SV     | 2–2      | 1–4      |
| Rosztszelmas    | 1–9   | Juventus         | 0–4      | 1–5      |
| Rennes          | 4–2   | Austria Vienna   | 2–0      | 2–2      |
| West Ham United | 2–0   | Heerenveen       | 1–0      | 1–0      |
| Metz            | 6–2   | Polonia Warszawa | 5–1      | 1–1      |

## Döntők
| 1. csapat       | Össz.      | 2. csapat | 1. mérk. | 2. mérk. |
| --------------- | ---------- | --------- | -------- | -------- |
| Montpellier     | (b.u.) 2–2 | Hamburg   | 1–1      | 1–1      |
| Juventus        | 4–2        | Rennes    | 2–0      | 2–2      |
| West Ham United | 3–2        | Metz      | 0–1      | 3–1      |

- h.u. – hosszabbítás után
- b.u. – büntetők után
- i.r.g. – idegenben rúgott góllal

## Lásd még
- 1999–2000-es UEFA-bajnokok ligája
- 1999–2000-es UEFA-kupa